# Whatchulookinat
Whatchulookinat è un singolo del 2002 della cantante statunitense R&B Whitney Houston. La canzone è stata pubblicata come primo singolo tratto da Just Whitney,  quinto album dell'artista. La canzone, che è stata scritta dalla Houston, è una risposta della cantante alle critiche mosse contro la svolta presa dalla sua carriera.
Il singolo ha avuto un successo piuttosto altalenante arrivando soltanto alla numero 96 della Billboard Hot 100, ma raggiungendo la vetta della Billboard Hot Dance Club Play.

## Tracce
1. Whatchulookinat (Radio Mix)  3:35
2. Whatchulookinat (P. Diddy Remix (Radio Edit))  4:08